# Сент-Джонс (Антигуа і Барбуда)
Сент-Джонс (англ. St John's) — найбільше місто та столиця Антигуа і Барбуда, острівної країни у Вест-Індії, торговий центр і головний порт країни.

## Географія
Місто розташоване на північно-західному узбережжі острова Антигуа. Морський порт, що знаходиться в захищеній гавані, приймає судна, осадка яких не більше 10,5 метрів. Міжнародний аеропорт імені В.К.Берда знаходиться за 10 км на північний схід від міста. Площа міста 7,5 км². Населення 21 475 осіб (2011 рік).

## Панорама

## Історія
Найбільш ранні поселення на острові Антигуа датуються 2900 роком до н. е., вони були засновані так званими «архаїчними людьми» (індіанцями, які ще не знали землеробства). На зміну їм прийшли люди, які мігрували на Антигуа по острівному ланцюгу з території нинішньої Венесуели. Пізніше їх змінили араваки, а близько 1500 року н. е. — кариби. 
Христофор Колумб побачив острів 1493 року під час своєї другої подорожі, і дав йому назву Санта-Марія-де-ла-Антигуа. 
Англійці колонізували острів 1632 року, і в тому ж році було засновано поселення Сент-Джонс, яке стало адміністративним центром колонії Антигуа. 
З листопада 1666 по травень 1667 року острів і місто були в руках французів. 
У 1671—1816 та 1833—1958 роках Сент-Джонс був столицею колонії Британські Підвітряні острови, а в 1816—1832 роках — столицею колонії Антигуа-Барбуда-Монтсеррат, з 3 січня 1958 до 31 травня 1962 року — адміністративним центром колонії Антигуа і Барбуда в складі Федерації Вест-Індії, з 31 березня 1962 до 1 листопада 1981 — столицею колонії Антигуа і Барбуда в складі Великої Британії. 
Сент-Джонс був сильно пошкоджений землетрусами (1690, 1843), пожежею (1769) і ураганами (1847, 1995). 
1 листопада 1981 року Сент-Джонс став столицею незалежної держави Антигуа і Барбуда.

## Клімат
Місто Сент-Джонс розташоване в зоні тропічного клімату. Сезон дощів триває з вересня по листопад.
| Клімат Сент-Джонса (Міжнародний аеропорт імені В.К.Берда) | Клімат Сент-Джонса (Міжнародний аеропорт імені В.К.Берда) | Клімат Сент-Джонса (Міжнародний аеропорт імені В.К.Берда) | Клімат Сент-Джонса (Міжнародний аеропорт імені В.К.Берда) | Клімат Сент-Джонса (Міжнародний аеропорт імені В.К.Берда) | Клімат Сент-Джонса (Міжнародний аеропорт імені В.К.Берда) | Клімат Сент-Джонса (Міжнародний аеропорт імені В.К.Берда) | Клімат Сент-Джонса (Міжнародний аеропорт імені В.К.Берда) | Клімат Сент-Джонса (Міжнародний аеропорт імені В.К.Берда) | Клімат Сент-Джонса (Міжнародний аеропорт імені В.К.Берда) | Клімат Сент-Джонса (Міжнародний аеропорт імені В.К.Берда) | Клімат Сент-Джонса (Міжнародний аеропорт імені В.К.Берда) | Клімат Сент-Джонса (Міжнародний аеропорт імені В.К.Берда) | Клімат Сент-Джонса (Міжнародний аеропорт імені В.К.Берда) |
| Показник                                                  | Січ.                                                      | Лют.                                                      | Бер.                                                      | Квіт.                                                     | Трав.                                                     | Черв.                                                     | Лип.                                                      | Серп.                                                     | Вер.                                                      | Жовт.                                                     | Лист.                                                     | Груд.                                                     | Рік                                                       |
| Абсолютний максимум, °C                                   | 31,2                                                      | 31,8                                                      | 32,9                                                      | 32,7                                                      | 34,1                                                      | 32,9                                                      | 33,5                                                      | 34,9                                                      | 34,3                                                      | 33,2                                                      | 32,6                                                      | 31,5                                                      | 34,9                                                      |
| Середній максимум, °C                                     | 28,3                                                      | 28,4                                                      | 28,8                                                      | 29,4                                                      | 30,2                                                      | 30,6                                                      | 30,9                                                      | 31,2                                                      | 31,1                                                      | 30,6                                                      | 29,8                                                      | 28,8                                                      | 29,8                                                      |
| Середня температура, °C                                   | 25,4                                                      | 25,2                                                      | 25,6                                                      | 26,3                                                      | 27,2                                                      | 27,9                                                      | 28,2                                                      | 28,3                                                      | 28,1                                                      | 27,5                                                      | 26,8                                                      | 25,9                                                      | 26,9                                                      |
| Середній мінімум, °C                                      | 22,4                                                      | 22,2                                                      | 22,7                                                      | 23,4                                                      | 24,5                                                      | 25,3                                                      | 25,3                                                      | 25,5                                                      | 25,0                                                      | 24,4                                                      | 23,9                                                      | 23,0                                                      | 24,0                                                      |
| Абсолютний мінімум, °C                                    | 15,5                                                      | 16,6                                                      | 17,0                                                      | 16,6                                                      | 17,8                                                      | 19,7                                                      | 20,6                                                      | 19,3                                                      | 20,0                                                      | 20,0                                                      | 17,7                                                      | 16,1                                                      | 15,5                                                      |
| Норма опадів, мм                                          | 56.6                                                      | 44.9                                                      | 46.0                                                      | 72.0                                                      | 89.6                                                      | 62.0                                                      | 86.5                                                      | 99.4                                                      | 131.6                                                     | 142.2                                                     | 135.1                                                     | 83.4                                                      | 1049.2                                                    |
| Днів з опадами                                            | 11,1                                                      | 8,7                                                       | 7,3                                                       | 7,2                                                       | 8,6                                                       | 8,3                                                       | 11,8                                                      | 12,7                                                      | 12,0                                                      | 12,9                                                      | 12,4                                                      | 12,1                                                      | 124,7                                                     |
| --------------------------------------------------------- | --------------------------------------------------------- | --------------------------------------------------------- | --------------------------------------------------------- | --------------------------------------------------------- | --------------------------------------------------------- | --------------------------------------------------------- | --------------------------------------------------------- | --------------------------------------------------------- | --------------------------------------------------------- | --------------------------------------------------------- | --------------------------------------------------------- | --------------------------------------------------------- | --------------------------------------------------------- |
| Джерело: Antigua/Barbuda Meteorological Services          |                                                           |                                                           |                                                           |                                                           |                                                           |                                                           |                                                           |                                                           |                                                           |                                                           |                                                           |                                                           |                                                           |

## Музеї
- Музей Антигуа і Барбуда, відкритий 1985 року, знаходиться в будинку 1750 року колишнього суду Сент-Джонса
- Музей королівської верфі

## Пам'ятки
- Англіканський собор (1684—1845)
- Будинок уряду
- Ботанічний сад
- Форт-Джеймс
- Форт-Джордж
- Форт-Ширлі
- Форт-Берклі
- Форт-Чарльз
- Форт-Баррінгтон

## Транспорт
Сент-Джонс обслуговується міжнародним аеропортом імені В. К. Берда.
Вертолітний майданчик Fort Road Heliport розташований у місті, на Fort Road.

## Спорт
На схід від Сент-Джонса є багатофункціональний стадіон Sir Vivian Richards у Норт-Саунді, який був створений здебільшого для матчів з крикету та приймав матчі під час Чемпіонату світу з крикету 2007 року. Стадіон Antigua Recreation Ground, національний стадіон Антигуа і Барбуди, розташований у Сент-Джонсі.

## Світлини

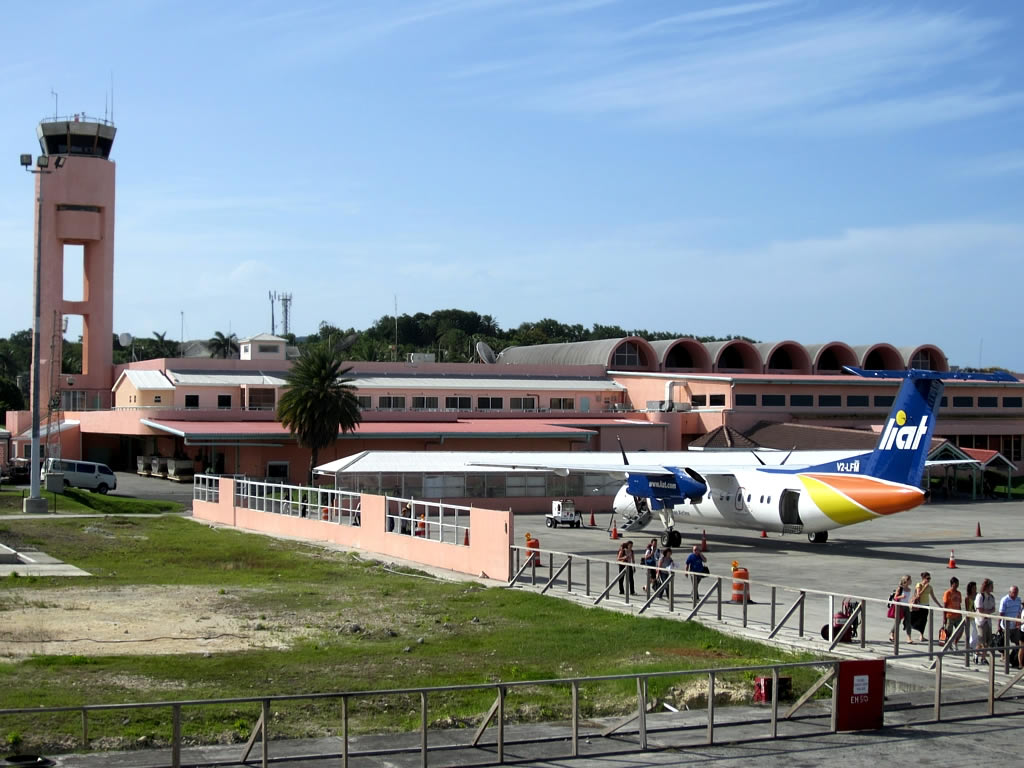
Міжнародний аеропорт імені В.К.Берда
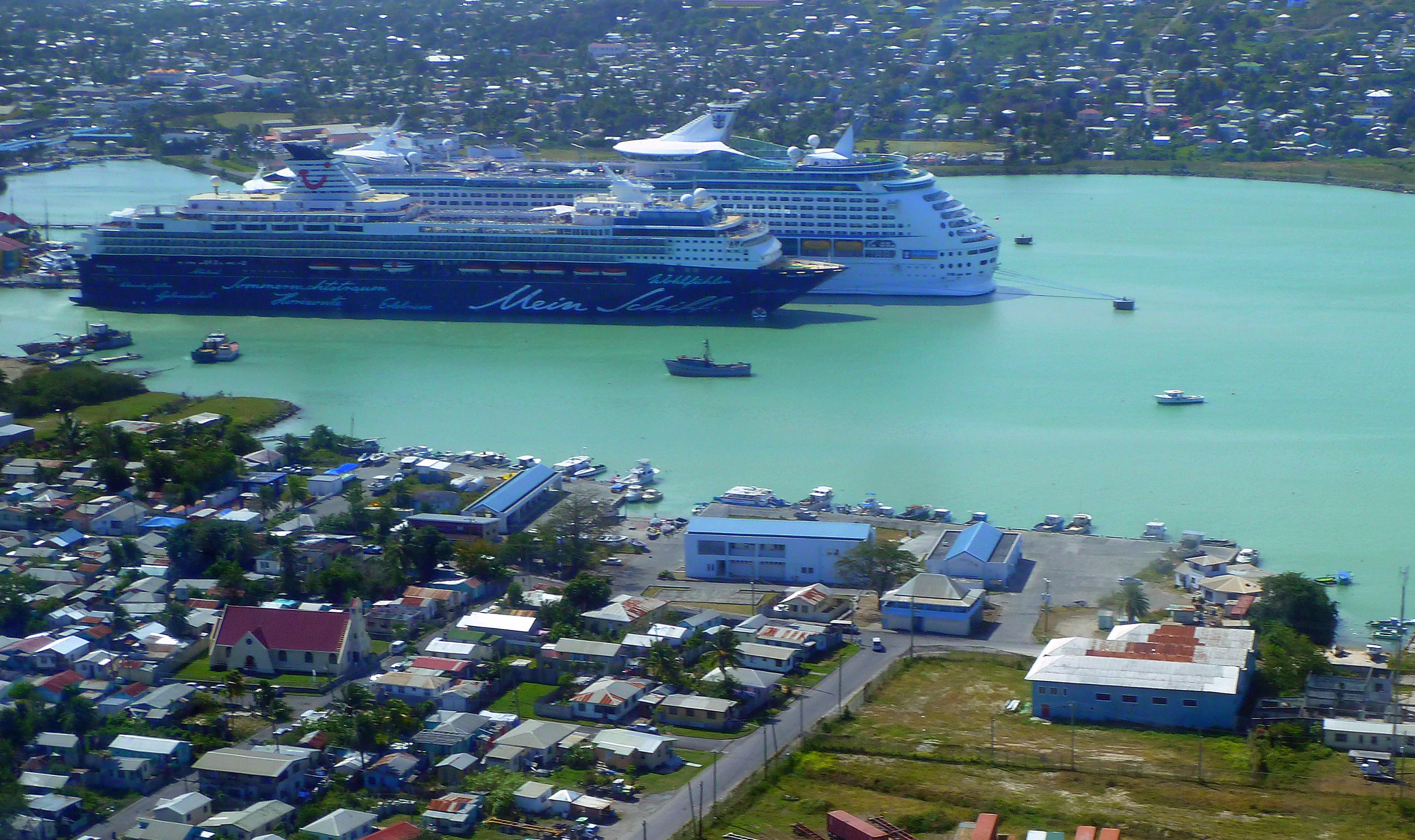
Круїзні судна в порту
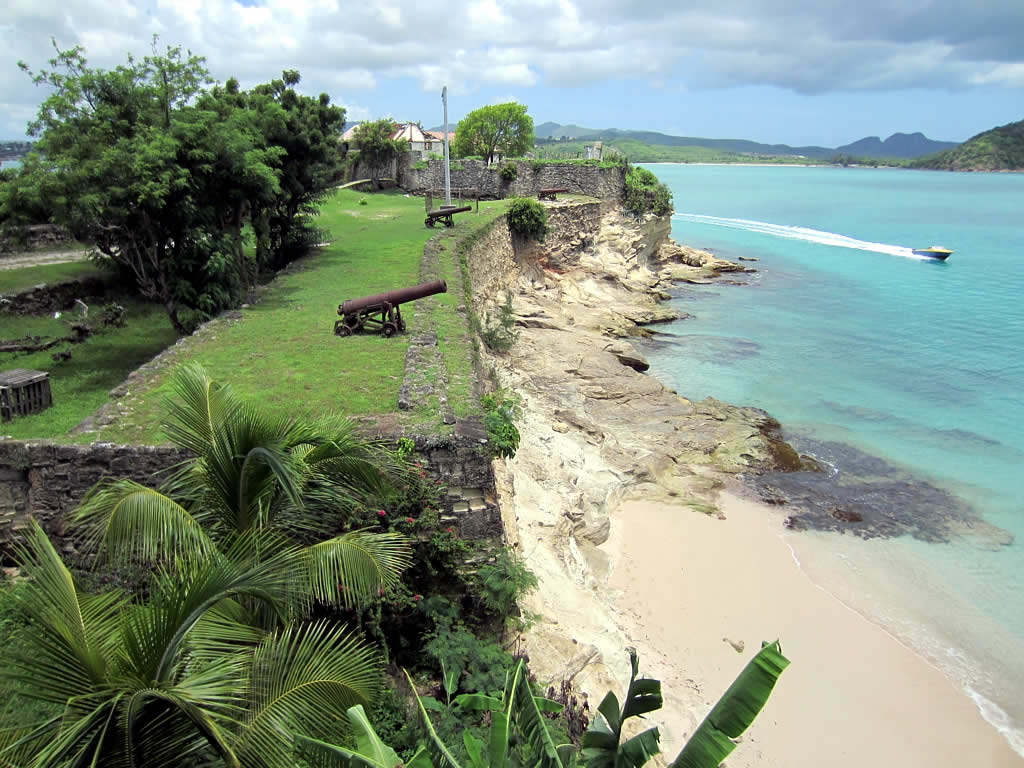
Форт-Джеймс
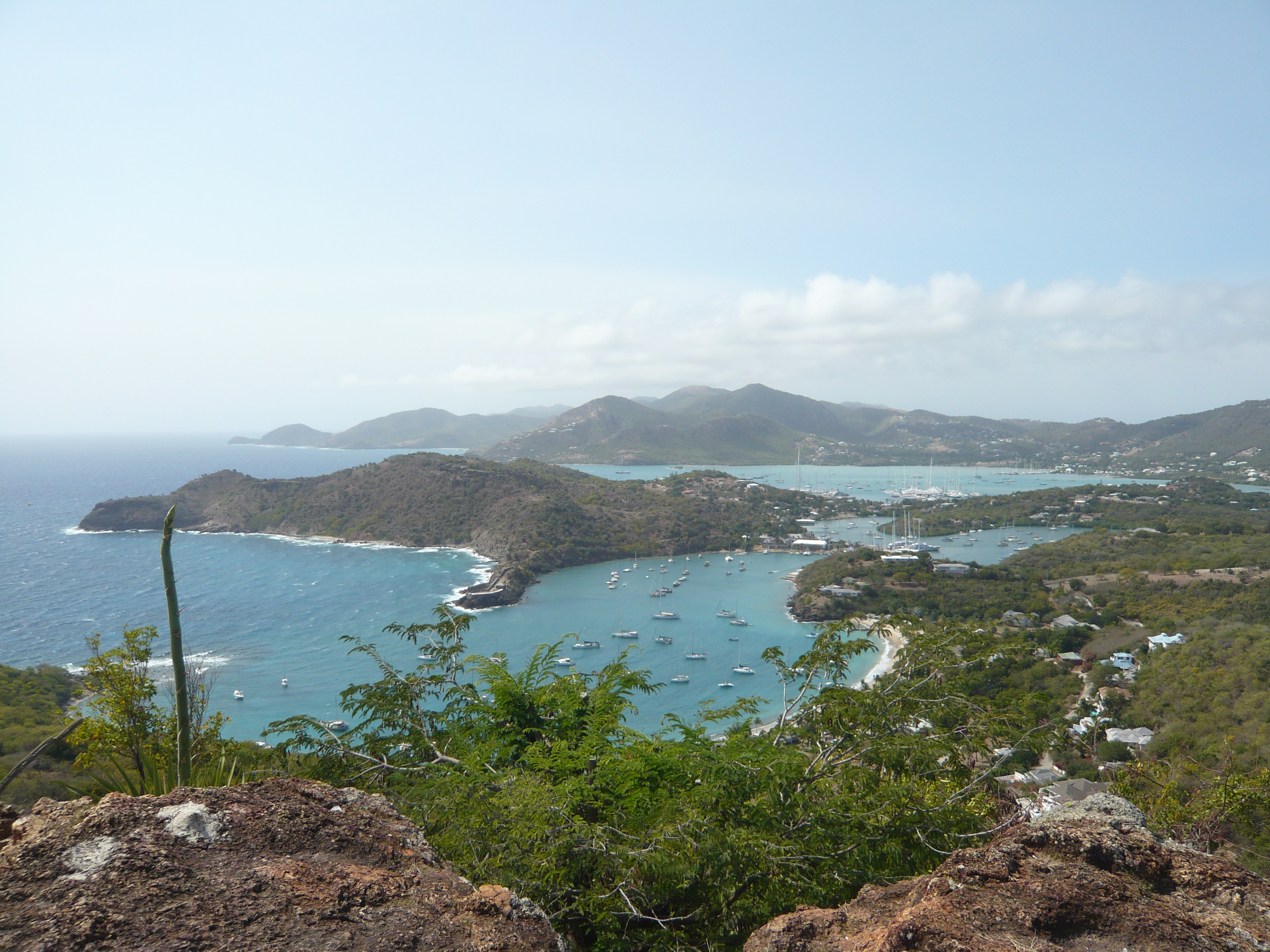
Бухта
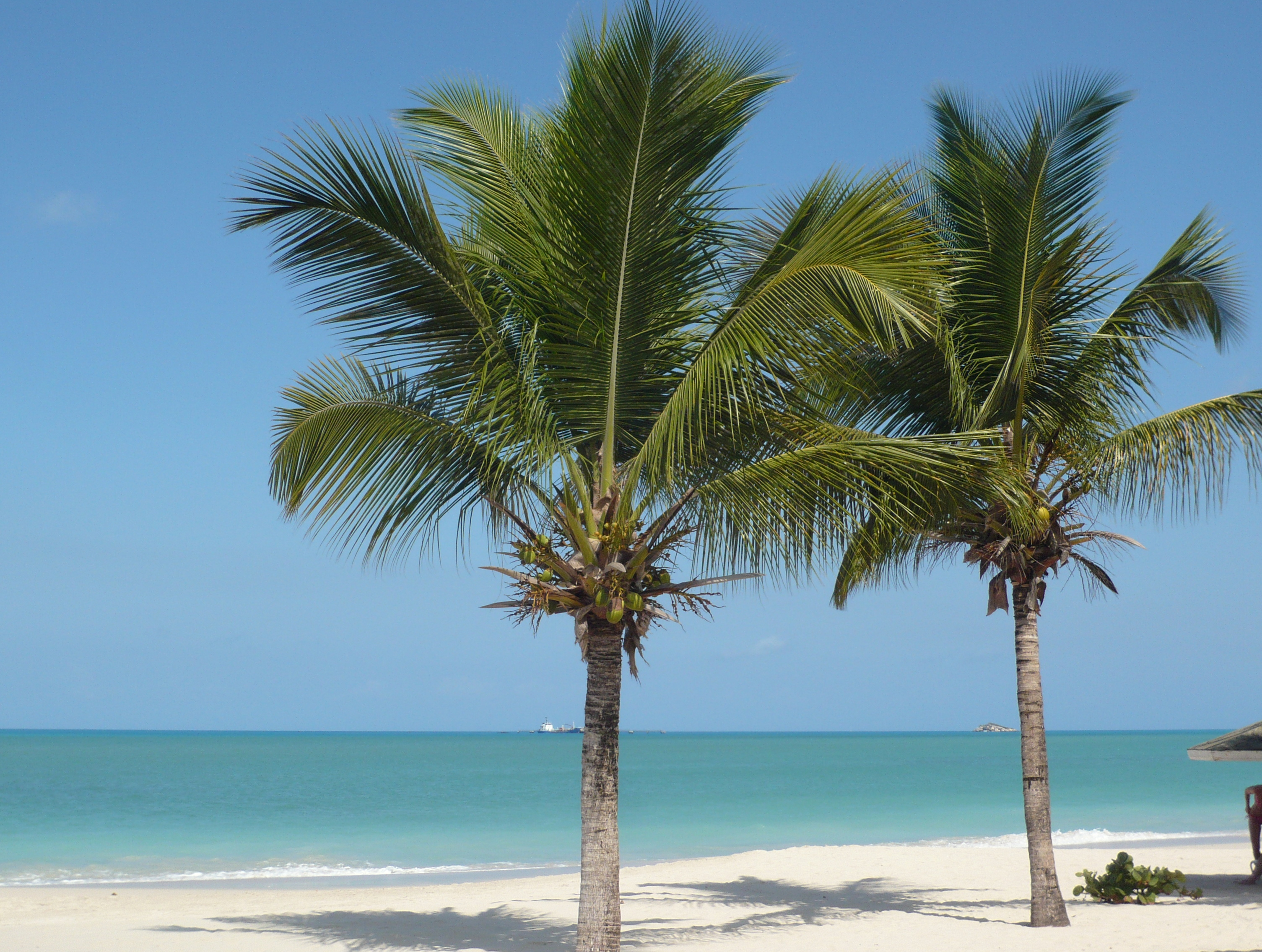
Берег Карибського моря